# Танковая дивизия «Силезия»
Танковая дивизия «Силезия» (нем. Panzer-Division «Schlesien»), при формировании именовавшаяся как танковая дивизия «Дёбериц» (нем. Panzer-Division «Döberitz») — тактическое соединение сухопутных войск вооружённых сил нацистской Германии. Принимала участие во Второй мировой войне.

## История
В конце февраля 1945 года была сформирована дивизия, в которую были сведены боевые группы III, IV, VIII военных округов; штабные подразделения IV округа составили штаб дивизии. В марте, когда в стадии формирования находились второй моторизованный полк и зенитный артдивизион, все подразделения «Силезии» передали танковой дивизии «Гольштейн», которую 26 марта поглотила 18-я моторизованная дивизия. Начиная с 28 февраля дивизией командовал полковник Эрнст Веллман.

## Боевой состав
- Танковый батальон «Силезия»
  - 303-й танковый батальон (3 роты 15-го запасного танкового батальона)
  - 3-й запасной разведывательный батальон
- Моторизованный полк «Силезия» (2 недоукомплектованных батальона 128-го запасного моторизованного полка)
- Артиллерийский полк «Силезия»
  - 1-й дивизион 106-го артиллерийского полка, недоукомплектован
  - 2-й дивизион, недоукомплектован
- Разведывательная рота «Силезия»
- Батарея истребителей танков «Силезия»
- Сапёрная рота «Силезия»
- Рота связи «Силезия»